# Угода про діяльність держав на Місяці та інших небесних тілах
Уго́да про дія́льність держа́в на Мі́сяці та і́нших небе́сних тілах (неофіційно Уго́да про Мі́сяць) — укладена в рамках ООН 18 грудня 1979 року.
Поширює міжнародне право на Місяць і всі інші небесні тіла, крім Землі, включно з орбітами навколо цих тіл.
Проголошує принцип виключно мирного використання Місяця та інших небесних тіл, принцип рівних прав усіх  держав на дослідження небесних тіл, принцип неприпустимості претензії з боку будь-якої держави на поширення свого суверенітету на якесь небесне тіло.
Угода набула чинності тільки для декількох держав, які  ратифікували її, причому серед них немає жодного члена  «великої сімки», постійного члена  Ради Безпеки ООН або держави, що мають істотні власні космічні програми. Таким чином, угода не має на даний момент особливої політичної сили.

## Країни, які підписали і ратифікували договір
- Австралія
- Австрія
- Бельгія
- Казахстан
- Ліван
- Марокко
- Мексика
- Нідерланди
- Пакистан
- Перу
- Уругвай
- Філіппіни
- Чилі
- Боснія і Герцеговина[4]

## Країни, які тільки підписали договір
- Гватемала
- Індія
- Румунія
- Франція